# San Damías
San Damías és una parròquia del conceyu asturià de Pravia. Té una població de 67 habitants i ocupa una extensió de 2,91 km². Es troba a una distància de 7 quilòmetres de la capital del concejo, Pravia. El sant patró és sant Donat i les festes estan dedicades a San Antonio Carbayín. La principal activitat econòmica és la ramaderia.

## Barris
- Perzanas
- San Damías
- Villagonzái

## Altres llocs
Perzanas
- La Salada
- Trespeña

San Damías
- Ca Celeste
- Ca Eugeniu
- Ca Gaspara
- Ca Guarín
- Ca Santos
- El Caleyu
- El Riestru
- La Cabañona
- La Casanueva
- La Dueña
- La Quinta d'Arriba
- La Quintana Abaxu
- La Quintana del Mediu
- Peñalba
- Peñeirada
- Rozadas

Villagonzái
- Ca Andrés
- Ca Severa
- L'Abiera
- La Barrosa
- La Corredoria
- La Mariña